# Phylloscopus coronatus

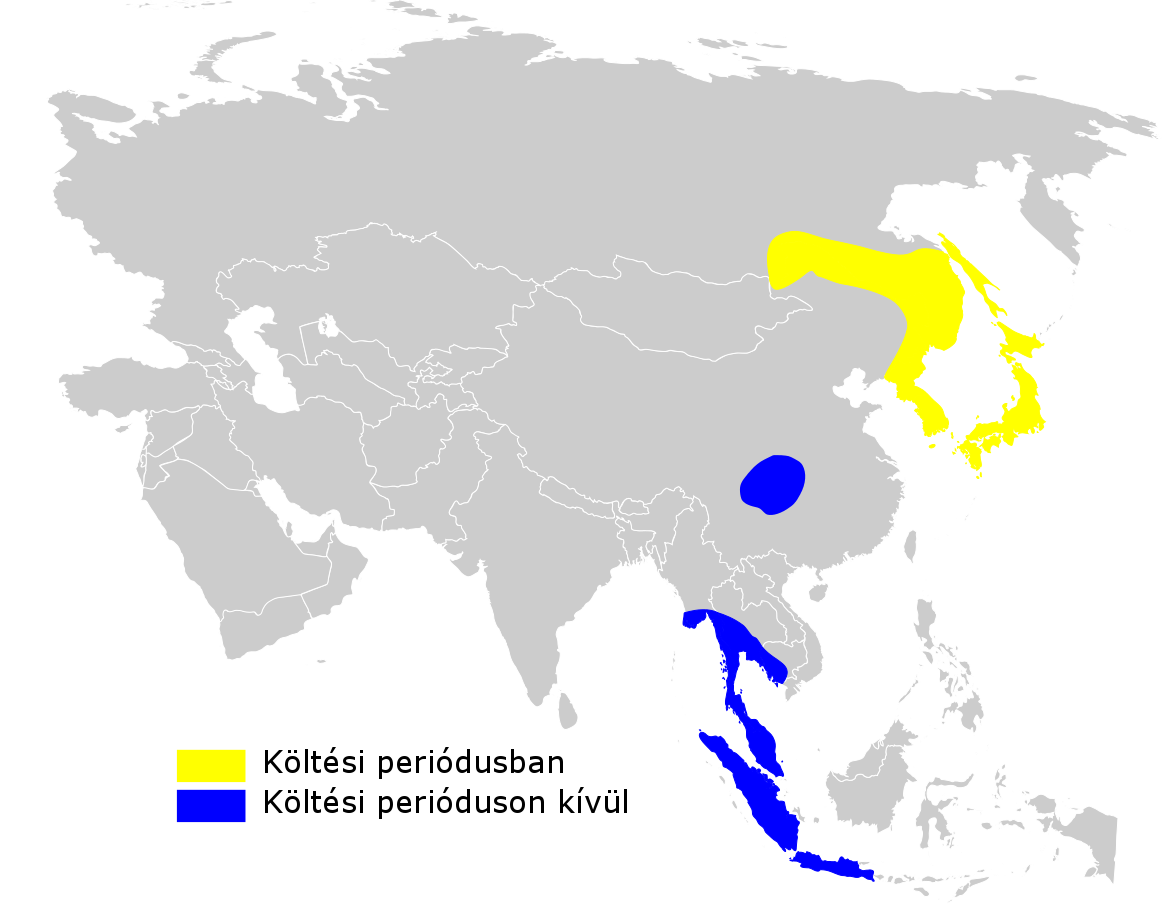
Mappa di distribuzione di P. coronatus: area di nidificazione in giallo, area di svernamento in blu

Il luì coronato di Temminck (Phylloscopus coronatus Temminck & Schlegel, 1845) è un uccello passeriforme del genere Phylloscopus, a sua volta appartenente alla famiglia delle Phylloscopidae.

## Descrizione
Si tratta di un luì di medie dimensioni, piuttosto robusto e dai colori vivaci. È di colore verde oliva scuro sul dorso e bianco sul ventre, con una sgargiante colorazione della testa, la quale presenta bande laterali grigio-scure e una striscia mediana giallastra indistinta. L'animale presenta inoltre un lungo supercilium bianco-giallastro con una banda scura che attraversa l'occhio; le ali sono scure e la faccia è di colore giallo scuro. Presenta una banda chiara singola sulle ali. La coda, dalla punta squadrata, presenta una leggera biforcazione. Il becco è robusto e piuttosto grande, di colore chiaro. Le zampe sono scure.

## Biologia
È una specie arboricola, che però può trovarsi anche nella vegetazione bassa; in inverno e durante la stagione dell'accoppiamento tende ad aggregarsi ad altri uccelli, formando stormi eterogenei. La specie è piuttosto facile da rintracciare, data la sua continua vocalizzazione. Prevalentemente insettivoro, cattura le prede in volo, grazie ad attacchi improvvisi.

## Distribuzione e habitat
L'uccello nidifica nella Siberia orientale, dal fiume Argun verso est e verso sud, nella Manciuria occidentale e nel Sichuan centrale, così come nella penisola coreana e in Giappone. Sverna nel sud-est asiatico, dall'India orientale e dal Bangladesh fino all'isola di Giava. È stato segnalato come uccello migratore anche in Europa occidentale; il primo avvistamento per la Gran Bretagna avvenne nel 2009, nella contea di Durham: esso, in ordine di tempo, fu il quinto nell'ecozona paleartica occidentale (altri avvistamenti erano avvenuti in Scandinavia).
Predilige i climi temperati e infatti trova in foreste miste o decidue, a quote di bassa e di media montagna, sebbene la parte settentrionale del suo areale sia costituita dalla taiga fitta. Gli uccelli svernanti si trovano in boschi decidui, giungla e foreste di mangrovie.